# Allanridge
Allanridge – miasto w Republice Południowej Afryki, w prowincji Wolne Państwo.
Mieszkańcy miasta utrzymują się głównie z wydobycia złota. Miasto jest położone w dystrykcie Lejweleputswa, zostało założone w 1947 roku, nazwane zaś imieniem Allana Robertsa, który zapoczątkował w tym rejonie wydobycie złota. W odległości 3 km położone jest osiedle Nyakallong, stworzone w czasie apartheidu dla czarnych pracowników kopalni.